# Charles Albert Gobat
Charles Albert Gobat (født 21. maj 1843 i Tramelan, Kanton Bern, død 16. maj 1914 i Bern) var en schweizisk advokat og politiker. Han modtog i 1902 Nobels fredspris sammen med Élie Ducommun.